# Anaides simplicicollis
Anaides simplicicollis är en skalbaggsart som beskrevs av Bates 1887. Anaides simplicicollis ingår i släktet Anaides och familjen Hybosoridae. Inga underarter finns listade i Catalogue of Life.